# Bibliothek theologischer Klassiker

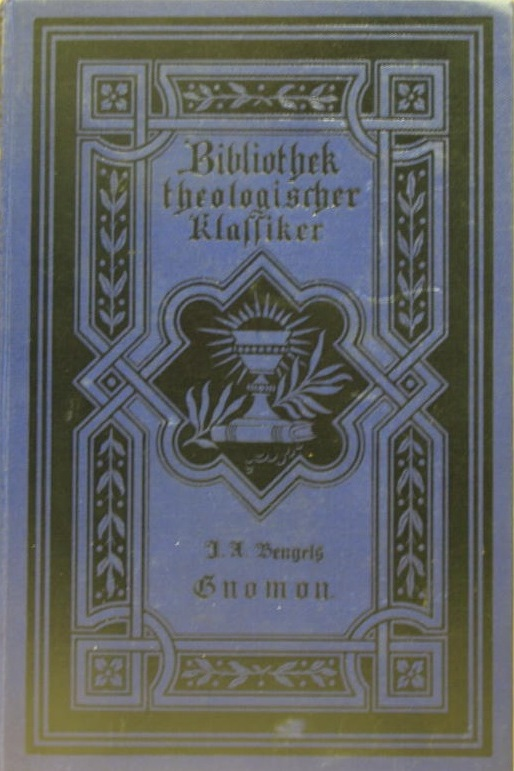
Einbanddeckel eines Bandes der Bibliothek theologischer Klassiker

Die Bibliothek theologischer Klassiker ist eine Buchreihe bestehend aus Schriften, die von evangelischen Theologen in den 1880er Jahren als wegweisend für ihr Amt und Leben benannt wurden.
Die Bibliothek theologischer Klassiker erschien 1888–1894 im Verlag Friedrich Andreas Perthes und umfasst insgesamt 54 Bände.
Das Motto der Buchreihe, als Inschrift im Buchdeckel, ist „Erst wieg′s, dann wag′s“.

## Bände
| BTK Nr. | Titel – Untertitel | Autor                      | Herausgeber                        | Jahr        |
| ------- | --- | -------------------------- | ---------------------------------- | ----------- |
| 1       | Bücherkleinode evangelischer Theologen. – Mitteilungen bekannterer evangelischer Theologen der Gegenwart über Bücher, die ihnen für Amt und Leben von besonderem Werte gewesen sind. |                            | Friedrich Zimmer                   | Gotha, 1888 |
| 2       | Die reformatorischen Hauptschriften D. Martin Luthers. | Martin Luther              | Karl Alfred von Hase               | Gotha, 1888 |
| 3       | Ausgewählte Predigten. | August Tholuck             | Leopold Witte                      | Gotha, 1888 |
| 4       | Schleiermachers Reden über die Religion. | Friedrich Schleiermacher   | Siegfried Lommatzsch               | Gotha, 1888 |
| 5       | Pastoraltheologie in Reden an Theologie-Studierende. Teil 1 – Nach der Originalausgabe (1830-34) aufs neue herausgegeben in zwei Teilen.                                             | Claus Harms                |                                    | Gotha, 1888 |
| 6       | Pastoraltheologie in Reden an Theologie-Studierende. Teil 2 – Nach der Originalausgabe (1830-34) aufs neue herausgegeben in zwei Teilen.                                             | Claus Harms                |                                    | Gotha, 1888 |
| 7       | Dr. Claus Harms’ Lebensbeschreibung. Mit den 95 Thesen des Verfassers. | Claus Harms                |                                    | Gotha, 1888 |
| 8       | Homilien. Teil 1 | Gottfried Menken           | Ernst Christian Achelis            | Gotha, 1888 |
| 9       | Homilien. Teil 2 | Gottfried Menken           | Ernst Christian Achelis            | Gotha, 1888 |
| 10      | Die Beredsamkeit eine Tugend und Gespräche – oder Grundlinien einer systematischen Rhetorik nebst Bruchstücken aus den Briefen an einen Nichtexistierenden.                          | Franz Theremin             |                                    |             |
| 11      | Auswahl aus seinen Briefen und Schriften. | Johann Georg Hamann        | Franklin Arnold                    | Gotha, 1888 |
| 12      | Augustins Bekenntnisse. |                            | Wilhelm Bornemann                  | Gotha, 1888 |
| 13      | Der christliche Glaube nach den Grundsätzen der evangelischen Kirche im Zusammenhange dargestellt Teil 1.                                                                            | Friedrich Schleiermacher   |                                    | Gotha, 1889 |
| 14      | Der christliche Glaube nach den Grundsätzen der evangelischen Kirche im Zusammenhange dargestellt Teil 2.                                                                            | Friedrich Schleiermacher   |                                    | Gotha, 1889 |
| 15      | Der christliche Glaube nach den Grundsätzen der evangelischen Kirche im Zusammenhange dargestellt Teil 3.                                                                            | Friedrich Schleiermacher   |                                    | Gotha, 1889 |
| 16      | Der christliche Glaube nach den Grundsätzen der evangelischen Kirche im Zusammenhange dargestellt Teil 4.                                                                            | Friedrich Schleiermacher   |                                    | Gotha, 1889 |
| 17      | Sursum corda! – Eine Auswahl frommer Lieder aus der Gegenwart. |                            |                                    | Gotha, 1889 |
| 18      | Ausgewählte Predigten. | Jean-Baptiste Massillon    | Joseph Luß                         | Gotha, 1889 |
| 19      | Ausgewählte Predigten. Teil 1. | Franz Theremin             |                                    | Gotha, 1889 |
| 20      | Ausgewählte Predigten. Teil 2. | Franz Theremin             |                                    | Gotha, 1889 |
| 21      | Hauptschriften Philipp Jakob Speners. | Philipp Jakob Spener       | Paul Grünberg                      | Gotha, 1889 |
| 22      | Der heilige Bernhard – und sein Zeitalter. |                            | S. M. Deutsch                      | Gotha, 1889 |
| 23      | Der heilige Bernhard und sein Zeitalter. |                            | S. M. Deutsch                      | Gotha, 1889 |
| 24      | Vier Bücher von der Nachfolge Christi. | Thomas von Kempen          | E. Fromm                           | Gotha, 1889 |
| 25      | Psalter und Harfe. | Karl Johann Phil. Spitta   | Ludwig Spitta                      | Gotha, 1890 |
| 26      | Geschichte der Pflanzung und Leitung der christlichen Kirche durch die Apostel. – Neuer Abdruck der fünften Auflage (1862)                                                           | August Neander             |                                    | Gotha, 1890 |
| 27      | Geschichte der Pflanzung und Leitung der christlichen Kirche durch die Apostel. – Neuer Abdruck der fünften Auflage (1862)                                                           | August Neander             |                                    | Gotha, 1890 |
| 28      | Geschichte der Pflanzung und Leitung der christlichen Kirche durch die Apostel. – Neuer Abdruck der fünften Auflage (1862)                                                           | August Neander             |                                    | Gotha, 1890 |
| 29      | Gregorius’ von Nazianz Schutzrede und Chrysostomus’ sechs Bücher vom Priestertum. |                            | G. Wohlenberg                      | Gotha, 1890 |
| 30      | Vom Geist der Ebräischen Poesie Teil 1. | Johann Gottfried Herder.   | Friedrich Hoffmann                 | Gotha, 1890 |
| 31      | Vom Geist der Ebräischen Poesie Teil 2. | Johann Gottfried Herder.   | Friedrich Hoffmann                 | Gotha, 1890 |
| 32      | J. A. Bengels Gnomon Teil 1 – in deutscher Bearbeitung von evangelischen Geistlichen                                                                                                 | Johann Albrecht Bengel     | Robert Kübel                       | Gotha, 1890 |
| 33      | Ludwig Hüffells Wesen und Beruf des evangelisch-christlichen Geistlichen Teil 1. | Ludwig Hüffell             | Adolf Klas                         | Gotha, 1890 |
| 34      | Ludwig Hüffells Wesen und Beruf des evangelisch-christlichen Geistlichen Teil 2. | Ludwig Hüffell             | Adolf Klas                         | Gotha, 1890 |
| 35      | Ludwig Ludwig Hüffells Wesen und Beruf des evangelisch-christlichen Geistlichen Teil 3.                                                                                              | Ludwig Hüffell             | Adolf Klas                         | Gotha, 1890 |
| 36      | Ludwig Hüffells Wesen und Beruf des evangelisch-christlichen Geistlichen Teil 4. | Ludwig Hüffell             | Adolf Klas                         | Gotha, 1890 |
| 37      | Christliche Sittenlehre – in Vorlesungen (Wintersemester 1822-1823). | Friedrich Schleiermacher   | Ludwig Jonas                       | Gotha, 1891 |
| 38      | Christliche Sittenlehre – in Vorlesungen (Wintersemester 1822-1823). | Friedrich Schleiermacher   | Ludwig Jonas                       | Gotha, 1891 |
| 39      | Festpredigten von Claus Harms – aus der "Winter- und Sommerpostille". | Claus Harms                |                                    | Gotha, 1891 |
| 40      | Pascals Gedanken über die Religion. | Blaise Pascal              | Joh. Georg Dreydorff               | Gotha, 1891 |
| 41      | Die Weisheit aus der Gasse. – Deutsche Sprichwörter religiösen und sittlichen Inhalts                                                                                                |                            | evangel.-theol. Seminar in Herborn | Gotha, 1892 |
| 42      | Biblische Theologie des Neuen Testamentes Teil 1. | Christian Friedrich Schmid |                                    | Gotha, 1892 |
| 43      | Biblische Theologie des Neuen Testamentes Teil 2. | Christian Friedrich Schmid |                                    | Gotha, 1892 |
| 44      | Biblische Theologie des Neuen Testamentes Teil 3. | Christian Friedrich Schmid |                                    | Gotha, 1892 |
| 45      | Vorlesungen über Neutestamentliche Theologie Teil 1. | Ferdinand Christian Baur   | Ferd. Fried. Baur                  | Gotha, 1892 |
| 46      | Vorlesungen über Neutestamentliche Theologie Teil 2. | Ferdinand Christian Baur   | Ferd. Fried. Baur                  | Gotha, 1892 |
| 47      | Kleinere theologische Schriften. Teil 1 – von Friedrich Schleiermacher | Friedrich Schleiermacher   |                                    | Gotha, 1893 |
| 48      | Kleinere theologische Schriften. Teil 2 – von Friedrich Schleiermacher | Friedrich Schleiermacher   |                                    | Gotha, 1893 |
| 49      | J. A. Bengels Gnomon Teil 2 – in deutscher Bearbeitung von evangelischen Geistlichen                                                                                                 | Johann Albrecht Bengel     | Robert Kübel                       | Gotha, 1894 |
| 50      | J. A. Bengels Gnomon Teil 3 – in deutscher Bearbeitung von evangelischen Geistlichen                                                                                                 | Johann Albrecht Bengel     | Robert Kübel                       | Gotha, 1894 |
| 51      | J. A. Bengels Gnomon Teil 4 – in deutscher Bearbeitung von evangelischen Geistlichen                                                                                                 | Johann Albrecht Bengel     | Robert Kübel                       | Gotha, 1894 |
| 52      | J. A. Bengels Gnomon Teil 5 – in deutscher Bearbeitung von evangelischen Geistlichen                                                                                                 | Johann Albrecht Bengel     | Robert Kübel                       | Gotha, 1894 |
| 53      | J. A. Bengels Gnomon Teil 6 – in deutscher Bearbeitung von evangelischen Geistlichen                                                                                                 | Johann Albrecht Bengel     | Robert Kübel                       | Gotha, 1894 |
| 54      | J. A. Bengels Gnomon Teil 7 – in deutscher Bearbeitung von evangelischen Geistlichen                                                                                                 | Johann Albrecht Bengel     | Robert Kübel                       | Gotha, 1894 |

## Funktionen
1. ↑   außerordentlicher Professor der Theologie und Pastor in Königsberg i. Pr.
2. ↑   Konsistorialrat und Militäroberpfarrer des 1. Armeecorps.
3. 1 2   Professor der Theologie in Marburg
4. ↑   Professor der Theologie in Breslau
5. ↑   Professor und geistl. Inspektor am Kloster U. L. Fr: zu Magdeburg
6. ↑   Pfarrer in Aleckendorf (Elsaß)
7. ↑   Bibliothekar der Stadt Aachen
8. ↑   Pastor an der alten Kirche auf Pellworm (Schleswig)
9. 1 2   Gymnasiallehrer am Königl. Friedrichs Kollegium zu Königsberg i. Pr.
10. ↑   Professor der Theologie in Tübingen
11. 1 2 3 4   Pastor in Okriftel a. Main
12. ↑   Pastor der ref. Kirche in Leipzig
13. 1 2 3 4 5 6 7   Professor der Theologie in Tübingen